# Colze (unitat)
El colze (o colzada) és una unitat de longitud emprada en moltes cultures pel seu origen antropomètric. En gairebé totes elles era la distància que intervenia entre el colze i el final de la mà oberta. Lògicament, el seu valor variava d'un país a un altre, inclusivament dintre del país, segons el seu ús. Aquesta unitat, molt emprada en l'antiguitat, s'ha anat substituint per les unitats del sistema decimal en la majoria de països, ja que forma part del sistema internacional, llevat del Regne Unit on es fa servir, sobretot el múltiple d'aquesta unitat: el braç, emprat en la indústria tèxtil. Una varietat del colze emprada antigament en la construcció naval és la gúa.

## Mesura del colze segons el lloc
- El colze egipci amidava 45 cm., 6 pams o 24 dits
  - El colze reial egipci, utilitzat en construccions sagrades, tenia 52,3 cm. = 7 pams = 28 dits
- El colze grec era de 46,3 cm.
- El colze romà equivalia a 44,4 cm.
- El colze àrab, anomenat "d'Omar" amidava 64 cm.
- El colze tunisià era de 47,3 cm.
- El colze marroquí era de 51,7 cm, també de 53,3 cm.
- El colze de Calcuta amidava 44,7 cm.
- El colze de Ceilan era de 47 cm.

## A l'antic Egipte

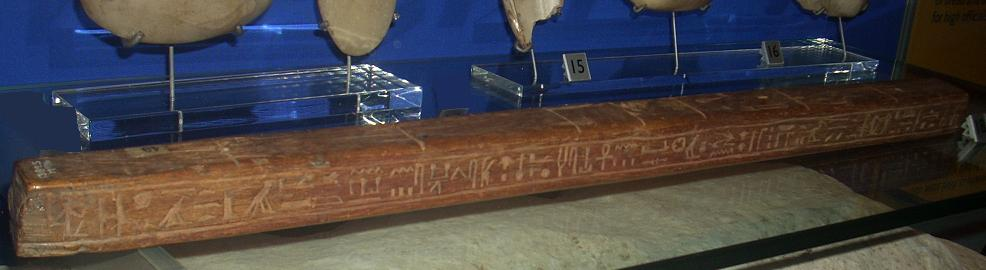
Regle egipci per mesurar un colze, conservat al museu de Liverpool.

El colze reial de l'antic Egipte (meh niswt) és la unitat de mesura patró més antiga que es coneix. En aquest país es van preocupar ben aviat per unificar el concepte de colze i feien servir uns regles, tots iguals, dels quals se'n conserven alguns: dos es van trobar a la tomba de Maya, el tresorer de Tutankhamon, a Saqqara; un altre es va trobar a la tomba del capatàs Kha (TT8) a Tebes. Catorze d'aquests regles, un d'ells representava el doble (un braç), van ser descrits i comparats per Lepsius el 1865. Encara que pretenien ser iguals s'ha observat que tenien petites variacions: el menor feia 523 mm i el més llarg 529 mm; tenien marcades unes subdivisions:set pams, i cada pam dividit en quatre dits i encara hi havia subdivisions menors que el dit, de manera que podien arribar a mesures molt precises.
El primer registre de l'ús del colze és la Pedra de Palerm, on està escrit que el nivell del Nil va pujar durant el regnat de Djer i mesurava 6 colzes i 1 pam. En l'arquitectura de l'Imperi antic es feia servir també, com a mínim des de l'època de la construcció de la piràmide esglaonada del faraó Djoser, vers l'any 2700 aC.

## A Sumèria

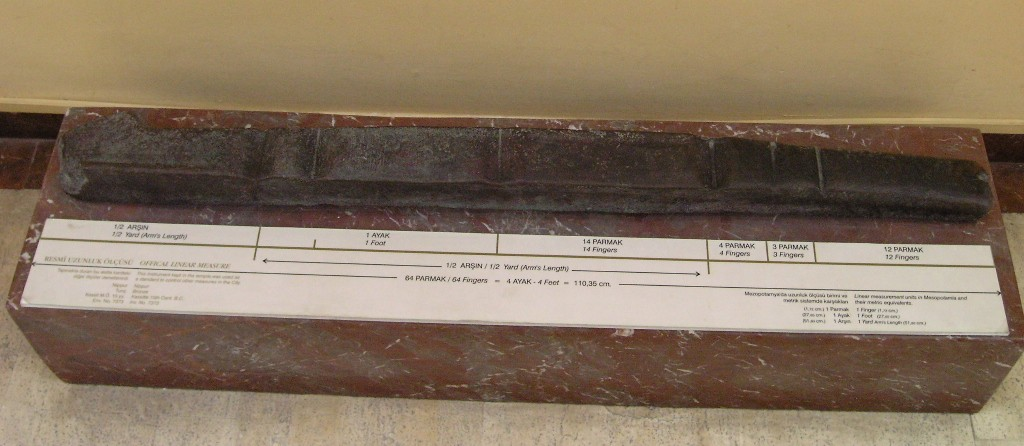
El regle de Nippur, el model de colze sumeri.

El 1916, durant els darrers anys de l'Imperi Otomà i enmig de la primera guerra mundial, l'especialista en cultura assíria Eckhard Unger va trobar un regle fet d'un aliatge de coure mentre feia unes excavacions a Nippur. Aquest regle data aproximadament del 2650 aC i segons Unge correspon a un colze. A diferència dels trobats a Egipte, té una forma imperfecta i les marques són irregulars, la llargada és de 518,6 mm. Equivalia a 30 falanges, ja que aquesta cultura emprava el sistema sexagesimal.

## El colze a la Bíblia
En l'Antic Testament de la Bíblia, apareix diverses vegades la paraula colze, que cal interpretar com una mesura emprada a l'Orient Mitjà equivalent a uns 457 mm.
Un exemple de l'ús del colze en aquest text és quan es diu que Goliat tenia una alçada de 6 colzes i 1 pam (uns 2,75 metres). Un altre exemple és la descripció de l'arca de Noè, que tenia una llargada de 300 colzes (uns 133,35 metres).
Als capítols 40 i 43 del Llibre d'Ezequiel, l'àngel que amida el nou Temple de Jerusalem en la visió del profeta fa servir un colze especial que s'ha anomenat colze sagrat o colze reial i fa un colze i un pam. S'accepta que aquest pam és equivalent al palmus romà i equival a uns 7,4 cm En la Vulgata (Ez . 43,13) "Istæ autem mensuræ altaris in cubito verissimo, qui habebat cubitum et palmum". La Bíblia de Montserrat tradueix "en colzades d'una colzada i quatre dits". La traducció de la Trinitarian Bible Society diu "en colzades de les d'una colzada i un pam ". Aquesta colzada devia fer doncs 52,5 cm aproximadament.

## A l'antiga Grècia
El colze a l'antiga Grècia, anomenat pēchys (πῆχυς), mesurava aproximadament 462,4 mm, i tenien una versió més curta calculada prenent la mida amb la mà tancada, des dels artells fins al colze, anomenat pygmē (πυγμή), que mesurava aproximadament 345,4 mm.
Entre la literatura antiga es poden trobar exemples del seu ús: quan Heròdot descriu Orestes dient que tenia una alçada de set colzes (més de 3 metres); o quan segons Homer, la llança d'Hèctor feia onze colzes (gairebé 5 metres).

## A l'antiga Roma
Segons Vitrubi, un braç era equivalent a 1 peu i mig o 6 pams, per tant s'ha calculat que equivaldria a 443,8 mm.

## Mesures de braç
El doble d'un colze és el doble de la unitat anterior i es fa servir en l'actualitat en molts països, encara que la mesura varia segons el lloc.
| lloc       | nom  | equivalència                           |
| Alemanya   | Elle | 57,9 cm                                |
| Anglaterra | ell  | 45 polzades ≈ 1,143 m o 5/4 de yarda   |
| Escòcia    | ell  | ≈ 37 polzades o 94 centímetres         |
| Dinamarca  | ell  | ≈25 polzades o 63.5 cm                 |
| Flandes    | el   | ≈27 polzades o 68,6 cm o 3/4 de yarda  |
| França     | aune | ≈54 polzades o 137,2 cm o 6/4 de yarda |
| Polònia    | ell  | ≈31 polzades o 78,7 cm                 |
| Suècia     | aln  | 2 peus ≈59 cm                          |

El braç anglès s'ha emprat sobretot per mesurar teixits (encara que el teixit no estigués elaborat a Anglaterra), mentre que el braç flamenc es fa servir per mesurar tapissos o catifes.

## Al Regne Unit
Hi ha testimoni de l'ús del colze en aquest país des de l'època vikinga; un colze es mesurava llavors fins al dit mig d'un adult i equivalia a unes 18 polzades. Era molt emprat però podia donar lloc a discussions, ja que no tots els adults tenen la mateixa mida dels ossos i finalment el rei Enric I va establir que el seu braç seria la mesura estàndard, comptat des del colze fins a la punta del dit mig. Des del segle xiii es va trobar més útil emprar el doble colze (anomenat ell), que diferia entre Anglaterra i Escòcia.
Eduard I va establir que cada poble o ciutat hauria de tenir un regle de fusta (ell-wand), totes iguals, que seria el model de colze.